# Pseudoleskeopsis tosana
Pseudoleskeopsis tosana är en bladmossart som beskrevs av Jules Cardot 1913. Pseudoleskeopsis tosana ingår i släktet Pseudoleskeopsis och familjen Leskeaceae. Inga underarter finns listade i Catalogue of Life.